# Richard Farrant
Richard Farrant (ca. 1525 – 30 november 1580) was een Engelse componist. Zoals bij veel componisten in zijn tijd, is het eerste deel van Farrants leven niet goed gedocumenteerd. De eerste vermelding is in een lijst van de Chapel Royal in 1552. Op basis daarvan wordt aangenomen dat hij rond 1525 geboren is, maar dat kan niet met zekerheid worden vastgesteld. Hij vestigde zich als succesvol componist, droeg aanzienlijk bij aan de ontwikkeling van het Engelse toneel, stichtte het eerste Blackfriars Theatre, en was de eerste die "verse anthems" schreef. Hij trouwde met Anne Bower, dochter van Richard Bower, die destijds de koorzangers van de Chapel Royal leidde. Zij kregen tien kinderen, van wie een ook de naam Richard kreeg.

## Loopbaan

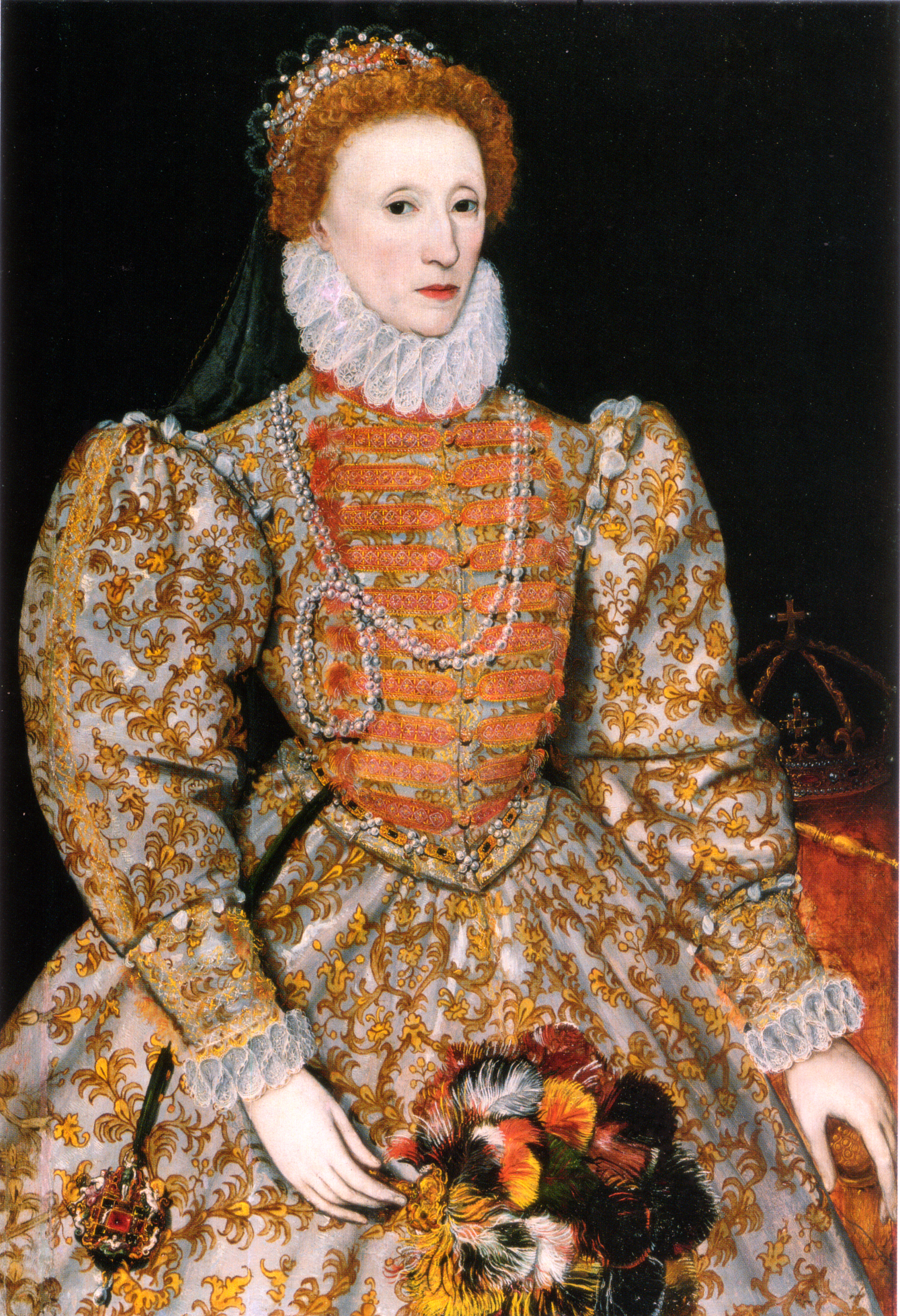
Koningin Elizabeth I

Als lid van de Gentlemen of the Chapel Royal was Farrant betrokken bij koninklijke ceremonies. Hij begon zijn werk daar rond 1550 tijdens de regering van Eduard VI, in een tijd van grote ontwikkelingen in de Latijnse kerkmuziek met componisten als William Byrd en Christopher Tye. In de twaalf jaar die Farrant aan de Chapel Royal doorbracht, was hij betrokken bij de begrafenissen van Eduard VI en Maria I, en de kroningsplechtigheden van Maria I and Elizabeth I. Daarna werd hij organist van de St. George-kapel van Windsor Castle. Deze aanstelling werd permanent en hij behield deze tot zijn dood.
Daarnaast kreeg hij in november 1569 de positie van Master van de koorzangers van de Chapel Royal. Met de koren van deze twee aanstellingen tot zijn beschikking, kon hij al zijn composities en toneelstukken uitvoeren. Hij kon zelfs iedere winter een toneelstuk voor de koningin produceren. In 1576 verhuisde hij terug naar Londen en begon er een theater waar hij een deel van zijn koorwerken in het openbaar repeteerde. Kort daarna, in 1580, overleed hij, en liet zijn huis aan zijn vrouw na.

## Belangrijke bijdragen

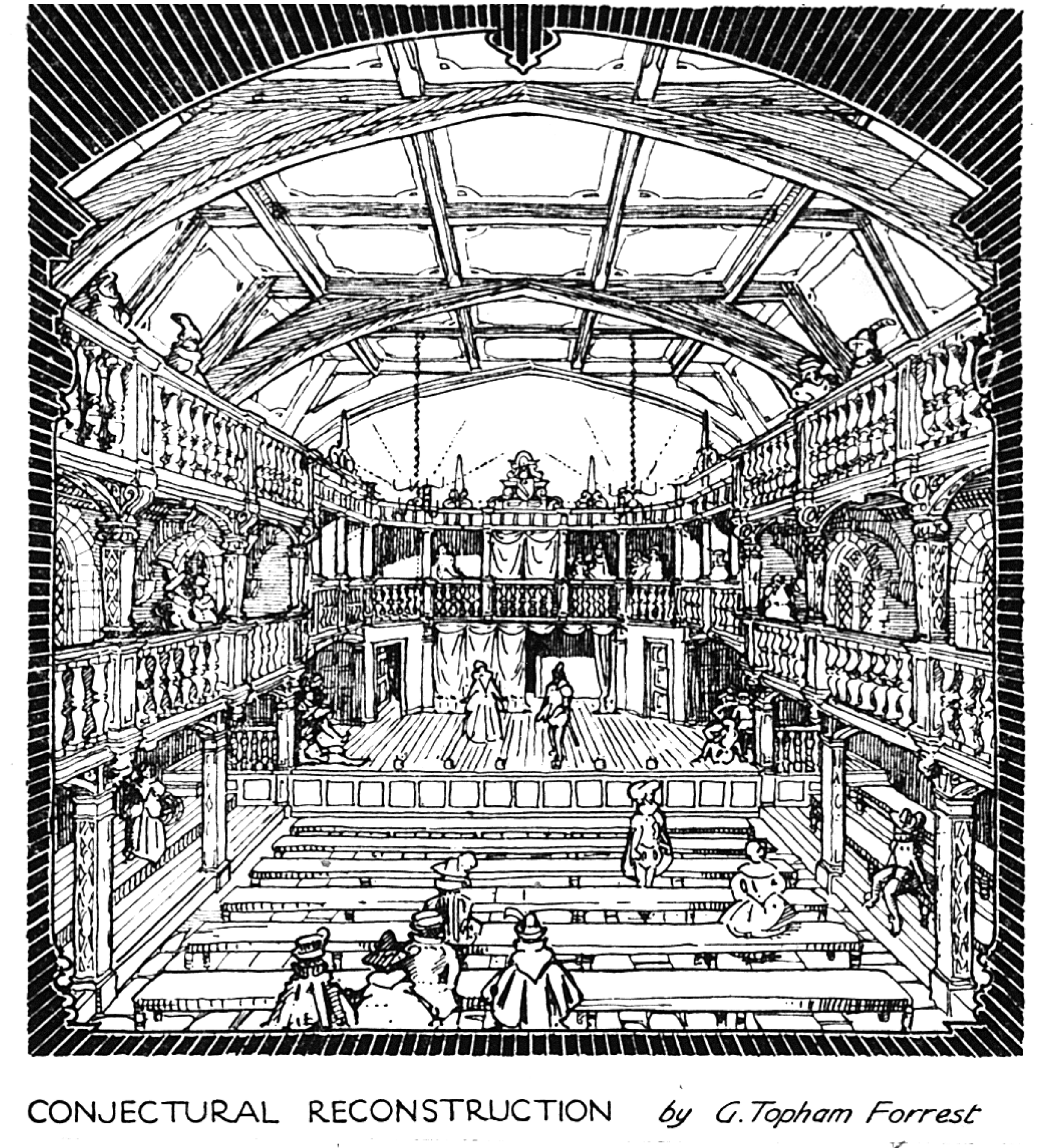
Reconstructie van het tweede Blackfriars Theatre

In tegenstelling tot veel componisten uit zijn tijd, schreef Farrant ook veel toneelstukken. Een van zijn belangrijkste bijdragen aan het toneel in Engeland is de stichting van het eerste Blackfriars Theatre. Gedurende de Renaissance werd dit een van de belangrijkste locaties in Londen waar het toneel zich ontwikkelde. Farrant is ook een van de eerste en bekendste componisten die muziek en toneel vermengde. Door deze ongebruikelijke combinatie kon hij een begin maken met de ontwikkeling van de coupletvorm als compositiestijl. Dit komt duidelijk naar voren in veel van zijn werken, waaronder de anthems When as we sat in Babylon, Call to remembrance en Hide not thou thy face.

## Werken
Veel van Farrants werken zijn alleen bekend door zorgvuldige documentatie of verwijzingen in andere documenten.

### Composities
- Ah, alas, You Salt Sea Gods
- Call to Remembrance
- Hide Not Thou Thy Face
- Lord, for Thy Tender Mercy's Sake
- Magnificat & Nunc Dimittis
- O Jove, from Stately Throne
- O Sacrum Convivium
- Single Chant in F Major
- Felix Namque
- Voluntarye

### Toneelstukken
- Ajax and Ulysses
- Quintus Fabius
- The History of Mutius Scevola
- Xerxes
- The History of Loyaltie and Bewtie
- The History of Alucius
- Orestes
- Panthea and Abradatas

- Bibliothèque nationale de France: cb13893805g (data)
- Gemeinsame Normdatei: 115738975
- International Standard Name Identifier: 0000 0000 7100 5854
- Library of Congress Control Number: n82108782
- Nationale Bibliotheek van Letland: 000087967
- MusicBrainz: 20c12180-3df4-4c30-8a93-fd942cc811ae
- Nationale Bibliotheek van Tsjechië: xx0159592
- Istituto Centrale per il Catalogo Unico: MUSV025287
- SNAC: w6zs6g2d
- Système universitaire de documentation: 241283817
- Trove: 1138845
- Virtual International Authority File: 89612303
- WorldCat: E39PBJxxc74mJF4jkvBtVPbTpP